# Pratecký kopec
Pratecký kopec, též Pracký kopec nebo Pratecké/Pracké návrší, (325 m n. m.) je návrší v okrese Brno-venkov, jehož vrcholová kóta a severní svah leží v katastru obce Prace, po které je pojmenován. Leží v severovýchodním cípu Dyjsko-svrateckého úvalu a je nejvyšším bodem areálu slavkovského bojiště, v němž se roku 1805 odehrála tzv. bitva tří císařů. Dalšími přírodními dominantami bojiště jsou kopec Santon u Tvarožné a návrší Žuráň, jež od Prateckého návrší odděluje údolí Roketnice a Zlatého potoka. Pratecký kopec vytváří protáhlé návrší společně se Starou horou (306 m n. m.), která se jižně poměrně prudce vypíná nad Újezd u Brna a Hostěrádky-Rešov, ležící v nivě řeky Litavy. K severovýchodu pak návrší pozvolna klesá ke Starým vinohradům (297 m n. m.) a končí vrchem zvaným Fitrale (270 m n. m.). Na východě celou vyvýšeninu odděluje údolí potoka Rakovce mezi Holubicemi a Křenovicemi od vrchu Cikán (287 m n. m.) nad Slavkovem u Brna.

## Bitva u Slavkova

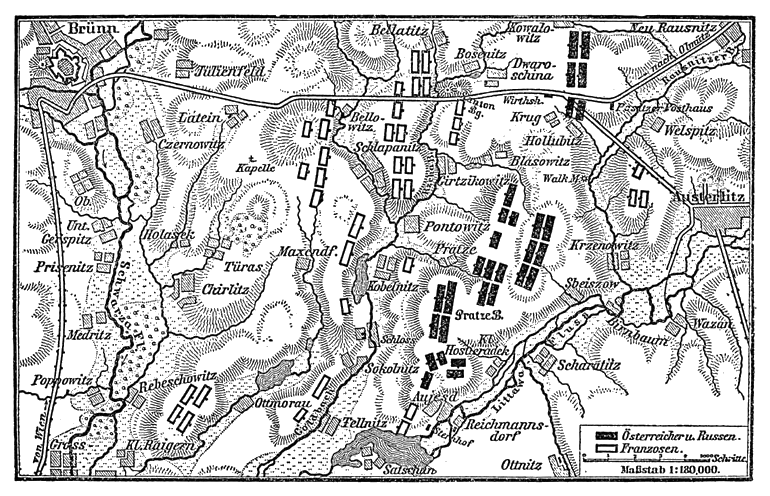
Bitevní situace v rané fázi v Meyers Konversations-Lexikonu (cca 1885). Na mapě je patrné soustředění spojeneckých vojsk na Pratze B. – Prateckém kopci.

Dne 2. prosince 1805 došlo v okolí kopce ke střetnutí francouzské armády císaře Napoleona I. se spojeneckými vojsky ruského cara Alexandra I. a rakouského císaře Františka I. Bitvy u Slavkova se účastnilo asi 90 tisíc rusko-rakouských a 75 tisíc francouzských vojáků, ztráty na mrtvých, raněných, zajatých a nezvěstných se odhadovaly u spojenců na 40 %, u Francouzů na 15 %.
Pratecké návrší bylo skutečným centrem bojiště oddělujícím jižní a severní část areálu, na němž se bojovalo. Na počátku 19. století jej pokrývaly louky a pole, na svazích sady a vinohrady. Na západním svahu směrem k Sokolnicím byly menší lesíky. Jako strategicky významný bod je měli na počátku v držení spojenci, jejich kolony však z něj od ranních hodin začaly sestupovat k jihozápadu do údolí Zlatého potoka, aby se pokusily u Sokolnic a Telnice zatlačit oslabené francouzské jižní křídlo a obloukem obklíčit hlavní francouzské síly. Napoleon však vrhl největší údernou sílu od Žuráně proti Prateckému kopci, aby tam jeho vojska zaujala vyklizené pozice a rozdělila frontu vedví.
Tento mohutný útok vedený zejména IV. sborem maršála Soulta a krytý zprvu ranní mlhou, je někdy nazýván Lvím skokem. Zatímco však 1., 2. i 3. spojenecká kolona již stihly sestoupit ke Zlatému potoku, za terénním zlomem zůstala zrakům skryta opožděná 4. kolona polního podmaršála Kolowrata a generálporučíka Miloradoviče a postavila se na houževnatý odpor. Velitel jedné z rakouských brigád Jirčík byl při bojích smrtelně zraněn, zbloudilou střelou z těchto bojů byl na tváři poraněn i spojenecký vrchní velitel generál Kutuzov. 
Více na severovýchod se od Blažovic přiblížily jednotky ruské carské gardy patrně s cílem navázat kontakt se 4. kolonou a podpořit ji při hájení výšin, na Starých vinohradech pak došlo k jejich střetu s Napoleonovou císařskou gardou. Z urputných bojů Rusové ustoupili ke Křenovicím, rovněž předchozí Miloradovičova snaha obsadit vesnici Prace ztroskotala a Kolowrat s podporou části Langeronovy 2. kolony navrátivší se spěšně od bojů u Sokolnic byl nucen k ústupu na Hostěrádky. Vrchol Prateckého kopce byl již kolem poledne definitivně dobyt Francouzi, kteří poté začali sestupovat do týla spojeneckých jednotek v údolí Zlatého potoka.

## Památky a připomínky
Na vrcholu Prateckého kopce byl v letech 1910–1912 vybudován památník Mohyla míru na popud brněnského kněze Aloise Slováka podle návrhu architekta Josefa Fanty s účastí výtvarníků Františka Anýže a Čeňka Vosmíka. Ve 20. letech 20. století v sousedství vznikl muzejní pavilon, v letech 2006–2010 rozšířený o nový pavilon se stálou expozicí Fenomén Austerlitz. Památník provozuje Muzeum Brněnska, jehož zřizovatelem je Jihomoravský kraj.
Vedle muzea byl v roce 1995 odhalen pomník rakouské brigádě generálmajora Františka Jirčíka a umístěna replika rakouského polního děla. V letech 2002 až 2005 byly při Mohyle míru postupně vysazeny pamětní stromy připomínající tři válčící strany a zakladatele památníku Aloise Slováka.
Významným impluzem pro popularizaci slavkovského bojiště se v roce 1966 stala první návštěva belgického „poutníka míru“ Norberta Brassinna, který mimo jiné navštívil Pratecký kopec a u Mohyly míru zazpíval Marseillaisu. Od toho roku se stal pietní akt s kladením věnců tradiční součástí výročních připomínek bitvy, završující několikadenní program.